# Hagen
Hagen je město v německé spolkové zemi Severní Porýní-Vestfálsko. Žije zde přibližně 190 tisíc obyvatel. Leží na jihovýchodním okraji Porúří v místě, kde se do Rúru vlévají Lenne, Volme a Ennepe, přibližně patnáct kilometrů jižně od Dortmundu.

## Partnerská města
- Liévin (Francie), od roku 1960
- Kouvola (Finsko), 1963–2009
- Montluçon (Francie), od roku 1965
- Bezirk Steglitz-Zehlendorf (Berlín), od roku 1967
- Bruck an der Mur (Rakousko), od roku 1975
- Smolensk (Russland), od roku 1985
- Modi’in (Izrael), od roku 1997